# Speedway Ekstraliga
Speedway Ekstraliga – najwyższa w hierarchii klasa ligowych rozgrywek żużlowych w Polsce. Organizowana od sezonu 1948 (do 1999 pod nazwą I liga żużlowa, a następnie do 2006 jako Ekstraliga żużlowa), przekształcona na zawodową przed sezonem 2007.
Pierwsza propozycja zorganizowania rywalizacji drużynowej pojawiła się pod koniec 1946 roku. W następnym roku odbyły się pierwsze powojenne indywidualne mistrzostwa Polski, ale nie zdecydowano się jeszcze na powołanie drużynowych mistrzostw kraju. Rozgrywki ligowe ruszyły w 1948 roku. Komisja Sportowa PZM wytypowała wówczas szesnaście klubów, które w pierwszej kolejności rywalizowały w eliminacjach. Prawo startu na pierwszym poziomie ligowym wywalczyło dziewięć zespołów, natomiast pozostałe siedem, do których dokooptowano jeszcze dwa, utworzyło drugi poziom. Po sezonie 1999 amatorską I ligę przemianowano na Ekstraligę, którą od sezonu 2007 zastąpiła w pełni zawodowa Speedway Ekstraliga.
Do 2006 roku zarządzana przez Polski Związek Motorowy (Główną Komisję Sportu Żużlowego), zaś od 21 lutego 2007 przez Ekstraligę Żużlową. Od tego czasu do udziału w jej rozgrywkach zostają dopuszczone wyłącznie kluby posiadające status profesjonalny (tj. działające w formie spółki akcyjnej lub sportowej spółki akcyjnej), które – po spełnieniu wszelkich niezbędnych kryteriów – otrzymały roczną licencję na występy na tym szczeblu (możliwe jest również wydawanie tzw. licencji warunkowych).
Speedway Ekstraliga jest obok piłkarskiej Ekstraklasy najlepszą ligą sportową w Polsce pod względem frekwencji na meczach.

## Nazwy ligi
- I liga (1948–1999)[a]
- Ekstraliga (2000–2006)
- Speedway Ekstraliga (2007–)
  - CenterNet Mobile Speedway Ekstraliga (2008–2010)
  - Enea Ekstraliga (2012–2014)
  - PGE Ekstraliga (2015–)

## Historia

### Od 2000
Powołanie Ekstraligi przed sezonem 2000 wiązało się ze zmniejszeniem liczby drużyn uczestniczących w najwyższej klasie rozgrywkowej z 10 do 8. Przez pierwszych pięć sezonów zasady rozgrywek pozostawały niezmienne. Po rundzie zasadniczej (14 kolejek) liga dzieliła się na dwie grupy – mistrzowską (z udziałem drużyn z miejsc od 1 do 4) i spadkową (z udziałem zespołów z miejsc od 5 do 8). Każda z grup ponownie rozgrywała mecze z każdą z drużyn w swojej grupie (u siebie i na wyjeździe). Do rundy finałowej zespoły przystępowały z zaliczeniem punktów zdobytych w rundzie zasadniczej.
Pierwsze zmiany regulaminowe przyniósł sezon 2005. Zastosowano sprawdzony w brytyjskiej lidze punkt bonusowy. Drużyna, która wygrała dwumecz w rundzie zasadniczej otrzymywała dodatkowy punkt do tabeli. Spowodowało to, że drużyna która przegrała mecz nadal walczyła o jak najmniejszą porażkę, by w kontekście meczu rewanżowego walczyć o punkt. Wrócono także do znanej przed 2000 rokiem rundy play-off, choć nieco zmodyfikowanej. Zespoły 3–6 po rundzie zasadniczej rozgrywały mecze ćwierćfinałowe, w półfinałach czekały już dwa najlepsze zespoły. Ten system jednak nie sprawdził się, ponieważ zespoły 1–2 oraz 7–8 miały długą przerwę w rozgrywaniu spotkań, co miało obniżyć ich szansę z drużynami, które do meczów z nimi przystępowały „z marszu”.
Sezon 2006 przyniósł rewolucyjne zmiany. Zgodnie z zasadą Unii Europejskiej o swobodnym przepływie siły roboczej pracowników, otwarto rynek na obywateli innych państw. Dotąd w różnych sezonach ograniczano ilość obcokrajowców w meczu do 1 lub 2. Od roku 2006 drużyny mogły kontraktować dowolną ilość obcokrajowców (stranieri). Pozostawiono jednak przepis, że w meczu drużynę może reprezentować tylko dwóch stałych uczestników cyklu Grand Prix.
Pozostawiono przepis o punkcie bonusowym. Zrezygnowano jednak z play-offów i powrócono do podziału ligi na dwie grupy w rundzie finałowej (tutaj także można było zdobyć punkt bonusowy).
Rozgrywki w 2007 przyniosły kolejne poważne zmiany. Był to pierwszy sezon w pełni zawodowej ligi. Prowadzenie rozgrywek przejęła Ekstraliga Żużlowa. Wszystkie kluby chcące występować w lidze musiały zmienić swój status prawny i ze stowarzyszeń przekształcić się w spółki akcyjne (SA), bądź sportowe spółki akcyjne (SSA). Zasady wyłonienia mistrza zmieniły się i zastosowano nigdzie dotąd niestosowaną innowacyjną formułę play-offów. Po rundzie zasadniczej do rundy finałowej awansowała (tak jak w 2005) czołowa szóstka, jednak tym razem wszystkie sześć zespołów zagrały od ćwierćfinałów (1 z 6, 2 z 5 oraz 3 z 4). Do półfinałów awansują zwycięzcy oraz ten z przegranych zespołów, który przegrał najmniejszą różnicą punktów. W półfinałach zmierzyły się pary 1A z 1B oraz 2A z 3A (gdzie A to zwycięzca, B przegrany z półfinałów, a liczby oznaczają kolejność w „tabeli” zwycięzców i przegranych).
Zmieniła się także tabela biegowa (drobna modyfikacja w układzie par). Jednak największe zmiany w meczu to wprowadzenie złotej rezerwy taktycznej (jokera) przy przegrywaniu różnicą minimum 10 punktów.
8 maja 2008 sponsorem głównym Ekstraligi został operator sieci telefonii komórkowej Mobilking, a od 4 sierpnia 2008 (faktycznie 8 października 2008) sponsorem strategicznym (tytularnym) ligi był CenterNet (co wiązało się ze zmianą nazwy rozgrywek na CenterNet Mobile Speedway Ekstraliga). Wprowadzono też drobne zmiany w regulaminie rozgrywek Ekstraligi dotyczące terminów rozgrywania meczów zaległych.
Najważniejszą zmianą przed sezonem 2009 było zniesienie złotej rezerwy taktycznej (jokera).
W sezonie 2011, w związku z wygaśnięciem dotychczasowej umowy, Ekstraliga nie posiadała sponsora głównego. Na konferencji PZM w listopadzie 2010 ustalono kilka zmian w rozgrywkach SE, w sezonie 2011 wprowadzono KSM, natomiast w latach 2012–2013 ekstraliga żużlowa liczyła dziesięć zespołów. W składzie każdego zespołu obowiązkowo musiało startować czterech zawodników polskich, w tym dwóch młodzieżowców. W składzie mógł jeździć tylko jeden zawodnik cyklu Grand Prix. Przepis ten budził wiele kontrowersji i ostatecznie został zniesiony po sezonie 2012.
Wraz z powiększeniem ligi do dziesięciu zespołów zmieniła się formuła fazy play-off. Do tej fazy rozgrywek awansowały cztery najlepsze zespoły po rundzie zasadniczej. Pierwsza runda play-off rozgrywana była na krzyż (tj. 1 z 4 i 2 z 3). Zespoły z miejsc 9-10 po rundzie zasadniczej walczyły o utrzymanie w Ekstralidze.
Od sezonu 2014 Ekstraliga ponownie liczy 8 zespołów. Od tego sezonu jeden mecz kolejki był rozgrywany również w sobotę. Kolejnymi zmianami od tego sezonu są m.in. nowe stroje drużyn uczestniczących w Ekstralidze, jednolite regulaminy dla wszystkich lig, przerwa wakacyjna w lipcu, a także ogłaszanie obsady biegów nominowanych poprzez umieszczanie ich na specjalnej tablicy magnetycznej. Ponadto od tego sezonu organizowane są również Indywidualne Międzynarodowe Mistrzostwa Ekstraligi, w których startują najlepsi pod względem średniej biegowej zawodnicy ligi.
W latach 2012–2014 sponsorem Ekstraligi był koncern energetyczny Enea i w tych latach liga nazywała się Enea Ekstraliga.
W 2015 roku nowym sponsorem tytularnym ligi została PGE Polska Grupa Energetyczna. W 2017 roku został wprowadzony limit lig, w których jednocześnie może jeździć dany zawodnik występujący w Ekstralidze – ma on prawo startować w Ekstralidze, swojej lidze narodowej oraz jednej innej lidze zagranicznej. Decyzja taka byłą umotywowana faktem, że z powodu jazdy zawodników w czterech lub pięciu ligach w jednym sezonie pojawiały się problemy ze zgraniem terminów meczów. Wprowadzone zostało również obowiązkowe monitorowanie pogody na stadionach, które zostały wyposażone w stacje monitorowania warunków atmosferycznych z dostępem do Internetu. Od sezonu 2018 w składzie meczowym drużyny pod numerem 8 lub 16 może pojawić się zawodnik rezerwowy, mający możliwość zastępowania w meczu żużlowców spod numerów 1–5 lub 9–13. Zawodnik taki może mieć maksymalnie 23 lata (rocznikowo). W przypadku, gdy jest narodowości polskiej, a także ma 21 lat lub mniej może zastępować również juniorów.
Od sezonu 2019 drugim partnerem telewizyjnym zostało Eleven Sports. Umożliwiło to transmitowanie wszystkich meczów Ekstraligi. Od 2019 mecze odbywają się w piątki (transmisje w Eleven) oraz w niedziele (transmisje w Canal+).
W 2020 wprowadzono nową tabelę biegową, która od poprzedniej różni się głównie tym, że liderzy jednego zespołu częściej rywalizują z najlepszymi żużlowcami drużyny przeciwnej, a zawodnicy tzw. „drugiej linii” z drugą linią przeciwnika. Z powodu pandemii COVID-19 start ligi przesunął się na 12 czerwca, a spotkania były początkowo rozgrywane bez udziału kibiców. Również ze względu na pandemię wprowadzono możliwość kontraktowania zawodników z niższych lig na zasadzie „gościa” – jeden taki zawodnik mógł jeździć w meczu bez podania przyczyny, natomiast w przypadku kontuzji bądź zakażenia koronawirusem w meczu mógł wystąpić drugi „gość”.
Przed sezonem 2021 podpisano umowę przedłużającą sponsoring tytularny PGE do końca sezonu 2023.
Najważniejszą zmianą regulaminową było wprowadzenie przepisu mówiącego o tym, że każdy zespół musi mieć w składzie meczowym co najmniej jednego zawodnika do lat 24. Pojawiły się również zmiany, które dotyczyły zaostrzenia przepisów dotyczących występów „gości” – od teraz mogą oni startować w meczu tylko w przypadku zakażenia innego zawodnika. W sezonie 2021 w niektórych meczach (choć początkowo plany zakładały wprowadzenie tej nowości dla wszystkich spotkań) stosowana była telemetria mierząca m.in. dokładny czas wyścigu każdemu zawodnikowi, co miało ułatwić sędziemu podejmowanie decyzji w przypadku równego przejechania dwóch żużlowców przez linię mety. Telemetria pokazuje również parametry takie jak czas reakcji, czy prędkość zawodnika w danym momencie.
W sierpniu 2021 podjęto decyzję o powołaniu Ekstraligi U24 – rozgrywek drużyn składających się z zawodników do lat 24, których średnia biegowa w Ekstralidze we wcześniejszym sezonie nie przekroczyła 1,400 pkt/bieg (początkowe plany zakładały średnią na poziomie 1,500). Wystawienie drużyny w tej lidze jest obowiązkowe dla każdego ekstraligowego klubu. Dodatkowo każdy zespół musi posiadać w swojej kadrze minimum ośmiu zawodników do lat 24. Od sezonu 2022 telemetria dostępna jest na wszystkich meczach Ekstraligi. Wprowadzono również drobne zmiany dotyczące boksów zawodników. W marcu 2022 roku Polski Związek Motorowy podjął decyzję o zawieszeniu rosyjskich żużlowców w polskich ligach z powodu inwazji Rosji na Ukrainę. W ich miejsce kluby mogły stosować zastępstwo zawodnika.

## Format
Sezon ligowy składa się z dwóch części: rundy zasadniczej (każdy z każdym mecz u siebie i na wyjeździe) i rundy finałowej (play-off). W ramach rundy zasadniczej przeprowadzanych jest 14 kolejek ligowych (w każdej po 4 mecze) – 7 w I fazie i 7 w II fazie (rewanżowej). Za zwycięstwo w poszczególnym spotkaniu drużyna otrzymuje 2 punkty, za remis 1 punkt, a za porażkę 0 punktów. W II fazie rundy zasadniczej lepszy zespół w dwumeczu dostaje dodatkowo tzw. punkt bonusowy.
Od sezonu 2025 Ekstraliga Żużlowa wprowadziła nowy system rozgrywkowy. Drużyny z miejsc 1-4 walczyć będą w fazie play-off. Lider klasyfikacji po rundzie zasadniczej otrzyma pierwszeństwo wyboru swojego półfinałowego rywala, a dwie pozostałe drużyny zmierzą się w drugim półfinale. Drużyny z miejsc 5-8 rywalizować będą w fazie play-down. Drużyna z 5. miejsca po rundzie zasadniczej otrzyma prawo wyboru swojego przeciwnika, a dwie pozostałe drużyny zmierzą się w drugim starciu. Zwycięzcy meczów w fazie play-down kończą sezon na pozycjach 5-6, a przegrane zespoły mierzą się w dwumeczu o 7. miejsce. Przegrany spada bezpośrednio do Speedway 2. Ekstraligi, a zwycięzca trafia do baraży, w których zmierzy się z przegranym finału 2SE.

## Transmisje telewizyjne
Pierwszą telewizją pokazującą mecze Ekstraligi Żużlowej na żywo była Wizja Sport – w latach 2000–2001. Po upadku tej stacji w 2002 transmisje meczów zostały przeniesione do kanału Polsat Sport. W czasie gdy Polsat Sport transmitował mecze Ekstraligi, transmisje meczów były pokazywane również na antenie TV Puls. Polsat Sport transmitował mecze Ekstraligi do 2007. Od 2008 partnerem telewizyjnym Ekstraligi Żużlowej była Telewizja Polska. Transmitowała ona wybrane mecze na kanałach TVP Sport, internetowym iTVP oraz TVP Info. Współpraca z Telewizją Polską została zakończona wraz z zakończeniem sezonu 2012. W sezonie 2013 i 2014 Ekstraliga transmitowana była na platformie nc+ oraz w TVN Turbo. Od sezonu 2015 do sezonu 2018 transmisje były wyłącznie na platformie nc+. Od sezonu 2019 Ekstraliga transmitowana jest na platformie Canal+ (wcześniej nc+) oraz w Eleven.

### Prawa transmisyjne poza granicami Polski
- TV10[19]
- SportKlub[20]

## Zestawienie medalistów

### Medaliści
| Sezon               | I miejsce                | II miejsce                  | III miejsce               | Uwagi     |
| ------------------- | ------------------------ | --------------------------- | ------------------------- | --------- |
| I liga żużlowa      |                          |                             |                           |           |
| 1948                | PKM Warszawa             | LKM Leszno                  | Olimpia Grudziądz         | 9 klubów  |
| 1949                | LKM-Unia Leszno          | KM-Stal Ostrów Wielkopolski | Skra-Związkowiec Warszawa | 9 klubów  |
| 1950                | Unia Leszno              | Budowlani Rybnik            | Stal Ostrów Wielkopolski  | 9 klubów  |
| Liga żużlowa        |                          |                             |                           |           |
| 1951                | Unia Leszno              | Gwardia Bydgoszcz           | Górnik Rybnik             | 10 klubów |
| 1952                | Unia Leszno              | CWKS Wrocław                | Spójnia Wrocław           | 10 klubów |
| 1953                | Unia Leszno              | Gwardia Bydgoszcz           | Spójnia Wrocław           | 10 klubów |
| 1954                | Unia Leszno              | Spójnia Wrocław             | KKS Kolejarz Rawicz       | 10 klubów |
| I liga żużlowa      |                          |                             |                           |           |
| 1955                | Gwardia Bydgoszcz        | KKS Kolejarz Rawicz         | Sparta Wrocław            | 6 klubów  |
| 1956                | Górnik Rybnik            | Ślęza Wrocław               | Gwardia Bydgoszcz         | 8 klubów  |
| 1957                | Górnik Rybnik            | Sparta Wrocław              | Polonia Bydgoszcz         | 8 klubów  |
| 1958                | Górnik Rybnik            | Sparta Wrocław              | Unia Leszno               | 8 klubów  |
| 1959                | Włókniarz Częstochowa    | Górnik Rybnik               | Legia Warszawa            | 8 klubów  |
| 1960                | ZKS Stal Rzeszów         | Legia Gdańsk                | Polonia Bydgoszcz         | 8 klubów  |
| 1961                | ZKS Stal Rzeszów         | Górnik Rybnik               | Polonia Bydgoszcz         | 8 klubów  |
| 1962                | Górnik Rybnik            | ZKS Stal Rzeszów            | Unia Leszno               | 8 klubów  |
| 1963– 1964          | Górnik Rybnik            | ZKS Stal Rzeszów            | Sparta Wrocław            | 8 klubów  |
| 1963– 1964          | Górnik Rybnik            | Stal Gorzów Wielkopolski    | Polonia Bydgoszcz         | 8 klubów  |
| 1963– 1964          | Górnik Rybnik            | ZKS Stal Rzeszów            | Stal Gorzów Wielkopolski  | 8 klubów  |
| 1965– 1966          | KS ROW Rybnik            | Stal Gorzów Wielkopolski    | GKS Wybrzeże Gdańsk       | 8 klubów  |
| 1965– 1966          | KS ROW Rybnik            | Stal Gorzów Wielkopolski    | ZKS Stal Rzeszów          | 8 klubów  |
| 1965– 1966          | KS ROW Rybnik            | Stal Gorzów Wielkopolski    | GKS Wybrzeże Gdańsk       | 8 klubów  |
| 1967– 1968          | KS ROW Rybnik            | GKS Wybrzeże Gdańsk         | Sparta Wrocław            | 8 klubów  |
| 1967– 1968          | KS ROW Rybnik            | Stal Gorzów Wielkopolski    | Sparta Wrocław            | 8 klubów  |
| 1967– 1968          | KS ROW Rybnik            | Sparta Wrocław              | Stal Gorzów Wielkopolski  | 8 klubów  |
| 1969                | Stal Gorzów Wielkopolski | KS Śląsk Świętochłowice     | KS ROW Rybnik             | 8 klubów  |
| 1970                | KS ROW Rybnik            | KS Śląsk Świętochłowice     | KS Kolejarz Opole         | 8 klubów  |
| 1971                | Polonia Bydgoszcz        | Stal Gorzów Wielkopolski    | KS ROW Rybnik             | 8 klubów  |
| 1972                | KS ROW Rybnik            | Polonia Bydgoszcz           | KS Śląsk Świętochłowice   | 8 klubów  |
| 1973                | Stal Gorzów Wielkopolski | KS Śląsk Świętochłowice     | Falubaz Zielona Góra      |           |
| 1974                | Włókniarz Częstochowa    | Stal Gorzów Wielkopolski    | KS ROW Rybnik             |           |
| 1975                | Stal Gorzów Wielkopolski | Włókniarz Częstochowa       | Unia Leszno               |           |
| 1976                | Stal Gorzów Wielkopolski | Włókniarz Częstochowa       | Unia Leszno               | 10 klubów |
| 1977                | Stal Gorzów Wielkopolski | Unia Leszno                 | Włókniarz Częstochowa     | 10 klubów |
| 1978                | Stal Gorzów Wielkopolski | GKS Wybrzeże Gdańsk         | Włókniarz Częstochowa     | 10 klubów |
| 1979                | Unia Leszno              | Stal Gorzów Wielkopolski    | Falubaz Zielona Góra      | 10 klubów |
| 1980                | Unia Leszno              | KS ROW Rybnik               | SKS Start Gniezno         | 10 klubów |
| 1981                | Falubaz Zielona Góra     | Stal Gorzów Wielkopolski    | Unia Leszno               | 10 klubów |
| 1982                | Falubaz Zielona Góra     | Unia Leszno                 | Stal Gorzów Wielkopolski  | 10 klubów |
| 1983                | Stal Gorzów Wielkopolski | Unia Leszno                 | Apator Toruń              | 10 klubów |
| 1984                | Unia Leszno              | Stal Gorzów Wielkopolski    | Falubaz Zielona Góra      | 10 klubów |
| 1985                | Falubaz Zielona Góra     | GKS Wybrzeże Gdańsk         | Unia Leszno               | 10 klubów |
| 1986                | Apator Toruń             | Polonia Bydgoszcz           | Unia Leszno               | 10 klubów |
| 1987                | Unia Leszno              | Polonia Bydgoszcz           | Stal Gorzów Wielkopolski  | 10 klubów |
| 1988                | Unia Leszno              | KS ROW Rybnik               | Polonia Bydgoszcz         | 10 klubów |
| 1989                | Unia Leszno              | Falubaz Zielona Góra        | KS ROW Rybnik             | 10 klubów |
| 1990                | Apator Toruń             | KS ROW Rybnik               | Polonia Bydgoszcz         | 8 klubów  |
| 1991                | Morawski Zielona Góra    | RKS Motor Lublin            | Apator Toruń              | 8 klubów  |
| 1992                | Polonia Bydgoszcz        | Stal Gorzów Wielkopolski    | Apator Toruń              | 10 klubów |
| 1993                | WTS Wrocław              | Polonia Bydgoszcz           | Apator Toruń              | 10 klubów |
| 1994                | WTS Wrocław              | Unia Tarnów                 | Apator Toruń              | 10 klubów |
| 1995                | WTS Wrocław              | Apator Toruń                | Polonia Bydgoszcz         | 10 klubów |
| 1996                | Włókniarz Częstochowa    | Apator Toruń                | TS Polonia Piła           | 10 klubów |
| 1997                | Polonia Bydgoszcz        | Pergo Gorzów Wielkopolski   | TS Polonia Piła           | 10 klubów |
| 1998                | Polonia Bydgoszcz        | TS Polonia Piła             | ZKS Stal Rzeszów          | 10 klubów |
| 1999                | TS Polonia Piła          | WTS Wrocław                 | GKS Wybrzeże Gdańsk       | 10 klubów |
| Ekstraliga żużlowa  |                          |                             |                           |           |
| 2000                | Polonia Bydgoszcz        | TS Polonia Piła             | Pergo Gorzów Wielkopolski | 8 klubów  |
| 2001                | Apator Toruń             | WTS Wrocław                 | Polonia Bydgoszcz         | 8 klubów  |
| 2002                | Polonia Bydgoszcz        | Unia Leszno                 | WTS Wrocław               | 8 klubów  |
| 2003                | Włókniarz Częstochowa    | Apator Toruń                | Polonia Bydgoszcz         | 8 klubów  |
| 2004                | Unia Tarnów              | WTS Wrocław                 | Włókniarz Częstochowa     | 8 klubów  |
| 2005                | Unia Tarnów              | Polonia Bydgoszcz           | Włókniarz Częstochowa     | 8 klubów  |
| 2006                | WTS Wrocław              | Włókniarz Częstochowa       | Polonia Bydgoszcz         | 8 klubów  |
| Speedway Ekstraliga |                          |                             |                           |           |
| 2007                | Unia Leszno              | Unibax Toruń                | WTS Wrocław               | 8 klubów  |
| 2008                | Unibax Toruń             | Unia Leszno                 | ZKŻ Zielona Góra          | 8 klubów  |
| 2009                | ZKŻ Zielona Góra         | Unibax Toruń                | Włókniarz Częstochowa     | 8 klubów  |
| 2010                | Unia Leszno              | ZKŻ Zielona Góra            | Unibax Toruń              | 8 klubów  |
| 2011                | ZKŻ Zielona Góra         | Unia Leszno                 | Stal Gorzów Wielkopolski  | 8 klubów  |
| 2012                | Unia Tarnów              | Stal Gorzów Wielkopolski    | Unibax Toruń              | 10 klubów |
| 2013                | ZKŻ Zielona Góra         | Unibax Toruń                | Unia Tarnów               | 10 klubów |
| 2014                | Stal Gorzów Wielkopolski | Unia Leszno                 | Unia Tarnów               | 8 klubów  |
| 2015                | Unia Leszno              | WTS Wrocław                 | Unia Tarnów               | 8 klubów  |
| 2016                | Stal Gorzów Wielkopolski | KS Toruń                    | ZKŻ Zielona Góra          | 8 klubów  |
| 2017                | Unia Leszno              | WTS Wrocław                 | Stal Gorzów Wielkopolski  | 8 klubów  |
| 2018                | Unia Leszno              | Stal Gorzów Wielkopolski    | WTS Wrocław               | 8 klubów  |
| 2019                | Unia Leszno              | WTS Wrocław                 | Włókniarz Częstochowa     | 8 klubów  |
| 2020                | Unia Leszno              | Stal Gorzów Wielkopolski    | WTS Wrocław               | 8 klubów  |
| 2021                | WTS Wrocław              | Speedway Lublin             | Stal Gorzów Wielkopolski  | 8 klubów  |
| 2022                | Speedway Lublin          | Stal Gorzów Wielkopolski    | Włókniarz Częstochowa     | 8 klubów  |
| 2023                | Speedway Lublin          | WTS Wrocław                 | KS Toruń                  | 8 klubów  |
| 2024                | Speedway Lublin          | WTS Wrocław                 | KS Toruń                  | 8 klubów  |

### Klasyfikacja medalowa
Stan po sezonie 2024
| Lp.                                 | Klub                      | I msc | II msc | III msc | Razem |
| ----------------------------------- | ------------------------- | ----- | ------ | ------- | ----- |
| 1.                                  | Unia Leszno               | 18    | 8      | 7       | 33    |
| 2.                                  | KS ROW Rybnik             | 12    | 6      | 5       | 23    |
| 3.                                  | Stal Gorzów Wielkopolski  | 9     | 15     | 6       | 30    |
| 4.                                  | Polonia Bydgoszcz         | 7     | 7      | 11      | 25    |
| 5.                                  | ZKŻ Zielona Góra          | 7     | 2      | 5       | 14    |
| 6.                                  | WTS Wrocław               | 5     | 12     | 10      | 27    |
| 7.                                  | KS Toruń                  | 4     | 7      | 9       | 20    |
| 8.                                  | Włókniarz Częstochowa     | 4     | 3      | 7       | 14    |
| 9.                                  | Unia Tarnów               | 3     | 1      | 3       | 7     |
| 10.                                 | Speedway Lublin           | 3     | 1      | –       | 4     |
| 11.                                 | ZKS Stal Rzeszów          | 2     | 2      | 2       | 6     |
| 12.                                 | TS Polonia Piła           | 1     | 2      | 2       | 5     |
| 13.                                 | PKM Warszawa              | 1     | –      | –       | 1     |
| 14.                                 | GKS Wybrzeże Gdańsk       | –     | 4      | 2       | 6     |
| 15.                                 | KS Śląsk Świętochłowice   | –     | 3      | 1       | 4     |
| 16.                                 | Stal Ostrów Wielkopolski  | –     | 1      | 1       | 2     |
| 16.                                 | KKS Kolejarz Rawicz       | –     | 1      | 1       | 2     |
| 18.                                 | CWKS Wrocław              | –     | 1      | –       | 1     |
| 18.                                 | RKS Motor Lublin          | –     | 1      | –       | 1     |
| 20.                                 | Olimpia Grudziądz         | –     | –      | 1       | 1     |
| 20.                                 | Skra-Związkowiec Warszawa | –     | –      | 1       | 1     |
| 20.                                 | Legia Warszawa            | –     | –      | 1       | 1     |
| 20.                                 | KS Kolejarz Opole         | –     | –      | 1       | 1     |
| 20.                                 | SKS Start Gniezno         | –     | –      | 1       | 1     |
| Italiką oznaczono nieaktywne kluby. |                           |       |        |         |       |

## Uczestnicy
| Lp.                                 | Klub                         | Sez. | MP | Lata występów                                                                           |
| ----------------------------------- | ---------------------------- | ---- | -- | --------------------------------------------------------------------------------------- |
| 1.                                  | Unia Leszno                  | 66   | 18 | 1948–1956, 1958–1964, 1970, 1973–1991, 1993–1994, 1997–2024                             |
| 2.                                  | Polonia Bydgoszcz            | 61   | 7  | 1951–2007, 2009–2010, 2012–2013                                                         |
| 3.                                  | WTS Wrocław                  | 60   | 5  | 1951–1959, 1961–1972, 1974–1977, 1979–1980, 1992–1997, 1999–2025                        |
| 4.                                  | Stal Gorzów Wielkopolski     | 59   | 9  | 1962–2002, 2008–2025                                                                    |
| 5.                                  | Włókniarz Częstochowa        | 52   | 4  | 1951–1954, 1957–1962, 1967–1969, 1972–1981, 1992, 1994–1997, 2000–2014, 2017–2025       |
| 6.                                  | KS Toruń                     | 49   | 4  | 1976–2019, 2021–2025                                                                    |
| 7.                                  | ZKŻ Zielona Góra             | 46   | 7  | 1965–1966, 1972–1974, 1976, 1978–1994, 1997–1998, 2001, 2003–2005, 2007–2021, 2024–2025 |
| 8.                                  | KS ROW Rybnik                | 42   | 12 | 1949–1954, 1956–1982, 1984–1991, 1993                                                   |
| 9.                                  | GKS Wybrzeże Gdańsk          | 35   | –  | 1960–1971, 1975–1989, 1992, 1994–1995, 1999–2000, 2002–2003, 2005                       |
| 10.                                 | Speedway Stal Rzeszów        | 34   | 2  | 1958, 1960–1969, 1967–1969, 1982–1990, 1992–1993, 1995–1999, 2006–2008, 2011–2013, 2015 |
| 11.                                 | Unia Tarnów                  | 27   | 3  | 1960, 1967–1968, 1971, 1986–1989, 1991–1996, 2004–2008, 2010–2016, 2018                 |
| 12.                                 | KS Śląsk Świętochłowice      | 17   | –  | 1953–1954, 1957–1958, 1963–1966, 1969–1974, 1978–1979, 1985                             |
| 13.                                 | KS Kolejarz Opole            | 15   | –  | 1970–1973, 1975–1978, 1981–1986, 1988                                                   |
| 14.                                 | SKS Start Gniezno            | 12   | –  | 1959–1960, 1980–1984, 1987, 1996–1999                                                   |
| 15.                                 | KKS Kolejarz Rawicz          | 11   | –  | 1948–1957, 1959                                                                         |
| 15.                                 | GKM Grudziądz SA             | 11   | –  | 2015–2025                                                                               |
| 17.                                 | Budowlani Warszawa           | 9    | –  | 1948–1956                                                                               |
| 17.                                 | TS Polonia Piła              | 9    | 1  | 1995–2003                                                                               |
| 19.                                 | Tramwajarz Łódź              | 8    | –  | 1948–1950, 1952–1954, 1956–1957                                                         |
| 19.                                 | RKS Motor Lublin             | 8    | –  | 1977, 1983, 1990–1995                                                                   |
| 21.                                 | Speedway Lublin              | 7    | 3  | 2019–2025                                                                               |
| 22.                                 | Legia Warszawa               | 6    | –  | 1951, 1955–1959                                                                         |
| 23.                                 | Stal Ostrów Wielkopolski     | 5    | –  | 1948–1952                                                                               |
| 24.                                 | ROW Rybnik SA                | 4    | –  | 2016–2017, 2020, 2025                                                                   |
| 25.                                 | Ogniwo Warszawa              | 3    | 1  | 1948–1950                                                                               |
| 25.                                 | Unia Grudziądz               | 3    | –  | 1948–1950                                                                               |
| 25.                                 | Ogniwo Bytom                 | 3    | –  | 1949–1951                                                                               |
| 25.                                 | CWKS Wrocław                 | 3    | –  | 1952–1954                                                                               |
| 25.                                 | GKM Grudziądz                | 3    | –  | 1996, 1998–1999                                                                         |
| 25.                                 | GKS Wybrzeże Gdańsk SA       | 3    | –  | 2009, 2012, 2014                                                                        |
| 31.                                 | RKM Rybnik                   | 2    | –  | 2004, 2006                                                                              |
| 32.                                 | DKS Łódź                     | 1    | –  | 1948                                                                                    |
| 32.                                 | GKM Gdańsk                   | 1    | –  | 1948                                                                                    |
| 32.                                 | BKS Wanda Kraków             | 1    | –  | 1961                                                                                    |
| 32.                                 | KKS Ostrovia                 | 1    | –  | 1989                                                                                    |
| 32.                                 | TŻ Iskra Ostrów Wielkopolski | 1    | –  | 1998                                                                                    |
| 32.                                 | Start Gniezno SA             | 1    | –  | 2013                                                                                    |
| 32.                                 | TŻ Ostrovia                  | 1    | –  | 2022                                                                                    |
| 32.                                 | Wilki Krosno                 | 1    | –  | 2023                                                                                    |
| Italiką oznaczono nieaktywne kluby. |                              |      |    |                                                                                         |

## Najskuteczniejsi zawodnicy
| Sezon | Śr. bieg. | Zawodnik                                                                  |
| ----- | --------- | ------------------------------------------------------------------------- |
| 1948  | 2,917     | Jan Wąsikowski (PKM Warszawa)                                             |
| 1949  | 3,000     | Alfred Smoczyk (LKM-Unia Leszno)                                          |
| 1950  | 3,750     | Józef Olejniczak (Unia Leszno)                                            |
| 1951  | 2,852     | Józef Olejniczak (Unia Leszno)                                            |
| 1952  | 2,619     | Józef Olejniczak (Unia Leszno)                                            |
| 1953  | 2,667     | Florian Kapała (KKS Kolejarz Rawicz) Janusz Suchecki (Budowlani Warszawa) |
| 1954  | 2,837     | Florian Kapała (KKS Kolejarz Rawicz)                                      |
| 1955  | 2,704     | Florian Kapała (KKS Kolejarz Rawicz)                                      |
| 1956  | 2,618     | Włodzimierz Szwendrowski (Tramwajarz Łódź)                                |
| 1957  | 2,723     | Joachim Maj (Górnik Rybnik)                                               |
| 1958  | 2,577     | Henryk Żyto (Unia Leszno)                                                 |
| 1959  | 2,618     | Stanisław Tkocz (Górnik Rybnik)                                           |
| 1960  | 2,703     | Florian Kapała (ZKS Stal Rzeszów)                                         |
| 1961  | 2,790     | Florian Kapała (ZKS Stal Rzeszów)                                         |
| 1962  | 2,767     | Joachim Maj (Górnik Rybnik)                                               |
| 1963  | 2,792     | Henryk Żyto (Unia Leszno)                                                 |
| 1964  | 2,600     | Andrzej Wyglenda (Górnik Rybnik) Florian Kapała (ZKS Stal Rzeszów)        |
| 1965  | 2,705     | Antoni Woryna (KS ROW Rybnik)                                             |
| 1966  | 2,788     | Andrzej Wyglenda (KS ROW Rybnik)                                          |
| 1967  | 2,700     | Andrzej Wyglenda (KS ROW Rybnik)                                          |
| 1968  | 2,429     | Antoni Woryna (KS ROW Rybnik) Jerzy Trzeszkowski (Sparta Wrocław)         |
| 1969  | 2,680     | Henryk Glücklich (Polonia Bydgoszcz)                                      |
| 1970  | 2,750     | Paweł Waloszek (KS Śląsk Świętochłowice)                                  |
| 1971  | 2,621     | Edward Jancarz (Stal Gorzów Wielkopolski)                                 |
| 1972  | 2,620     | Paweł Waloszek (KS Śląsk Świętochłowice)                                  |
| 1973  | 2,614     | Zenon Plech (Stal Gorzów Wielkopolski)                                    |
| 1974  | 2,667     | Zenon Plech (Stal Gorzów Wielkopolski)                                    |
| 1975  | 2,635     | Edward Jancarz (Stal Gorzów Wielkopolski)                                 |
| 1976  | 2,716     | Edward Jancarz (Stal Gorzów Wielkopolski)                                 |
| 1977  | 2,960     | Marek Cieślak (Włókniarz Częstochowa)                                     |
| 1978  | 2,889     | Zenon Plech (GKS Wybrzeże Gdańsk)                                         |
| 1979  | 2,723     | Zenon Plech (GKS Wybrzeże Gdańsk)                                         |
| 1980  | 2,677     | Wojciech Żabiałowicz (Apator Toruń)                                       |
| 1981  | 2,792     | Zenon Plech (GKS Wybrzeże Gdańsk)                                         |
| 1982  | 2,697     | Roman Jankowski (Unia Leszno)                                             |
| 1983  | 2,663     | Jerzy Rembas (Stal Gorzów Wielkopolski)                                   |
| 1984  | 2,735     | Zenon Plech (GKS Wybrzeże Gdańsk)                                         |
| 1985  | 2,710     | Andrzej Huszcza (Falubaz Zielona Góra)                                    |
| 1986  | 2,774     | Wojciech Żabiałowicz (Apator Toruń)                                       |
| 1987  | 2,759     | Roman Jankowski (Unia Leszno)                                             |
| 1988  | 2,735     | Zenon Kasprzak (Unia Leszno)                                              |
| 1989  | 2,714     | Andrzej Huszcza (Falubaz Zielona Góra)                                    |
| 1990  | 2,741     | Piotr Świst (Stal Gorzów Wielkopolski)                                    |
| 1991  | 2,917     | Hans Nielsen (RKS Motor Lublin)                                           |
| 1992  | 2,800     | Hans Nielsen (RKS Motor Lublin)                                           |
| 1993  | 2,886     | Sam Ermolenko (Polonia Bydgoszcz)                                         |
| 1994  | 2,655     | Per Jonsson (Apator Toruń)                                                |
| 1995  | 2,772     | Hans Nielsen (TS Polonia Piła)                                            |
| 1996  | 2,766     | Hans Nielsen (TS Polonia Piła)                                            |
| 1997  | 2,748     | Tomasz Gollob (Polonia Bydgoszcz)                                         |
| 1998  | 2,816     | Tomasz Gollob (Polonia Bydgoszcz)                                         |
| 1999  | 2,762     | Tomasz Gollob (Polonia Bydgoszcz)                                         |
| 2000  | 2,766     | Tomasz Gollob (Polonia Bydgoszcz)                                         |
| 2001  | 2,624     | Ryan Sullivan (Włókniarz Częstochowa)                                     |
| 2002  | 2,688     | Ryan Sullivan (Włókniarz Częstochowa)                                     |
| 2003  | 2,534     | Tomasz Gollob (Polonia Bydgoszcz)                                         |
| 2004  | 2,734     | Andreas Jonsson (Polonia Bydgoszcz)                                       |
| 2005  | 2,440     | Tomasz Gollob (Unia Tarnów)                                               |
| 2006  | 2,660     | Jason Crump (WTS Wrocław)                                                 |
| 2007  | 2,730     | Nicki Pedersen (Speedway Stal Rzeszów)                                    |
| 2008  | 2,853     | Nicki Pedersen (Włókniarz Częstochowa)                                    |
| 2009  | 2,494     | Jason Crump (WTS Wrocław)                                                 |
| 2010  | 2,675     | Tomasz Gollob (Stal Gorzów Wielkopolski)                                  |
| 2011  | 2,625     | Jarosław Hampel (Unia Leszno)                                             |
| 2012  | 2,605     | Nicki Pedersen (GKS Wybrzeże Gdańsk SA)                                   |
| 2013  | 2,514     | Jarosław Hampel (ZKŻ Zielona Góra)                                        |
| 2014  | 2,320     | Greg Hancock (Unia Tarnów)                                                |
| 2015  | 2,415     | Tai Woffinden (WTS Wrocław)                                               |
| 2016  | 2,477     | Bartosz Zmarzlik (Stal Gorzów Wielkopolski)                               |
| 2017  | 2,376     | Bartosz Zmarzlik (Stal Gorzów Wielkopolski)                               |
| 2018  | 2,574     | Bartosz Zmarzlik (Stal Gorzów Wielkopolski)                               |
| 2019  | 2,443     | Leon Madsen (Włókniarz Częstochowa)                                       |
| 2020  | 2,523     | Emil Sajfutdinow (Unia Leszno)                                            |
| 2021  | 2,649     | Bartosz Zmarzlik (Stal Gorzów Wielkopolski)                               |
| 2022  | 2,679     | Bartosz Zmarzlik (Stal Gorzów Wielkopolski)                               |
| 2023  | 2,526     | Bartosz Zmarzlik (Speedway Lublin)                                        |
| 2024  | 2,462     | Artiom Łaguta (WTS Wrocław)                                               |